# Valeriodes heterocampoides
Valeriodes heterocampoides là một loài bướm đêm trong họ Noctuidae.